# Kuzco
Kuzco (12 de fevereiro de 1988) é o imperador dos incas na série 'A Nova Escola do Imperador'. Ele estuda na academia Kuzco e precisa de tirar um curso para reinar. Mas Kronk e Yzma vivem atrapalhando-o.
Kuzco é e sempre foi apaixonado por Malina, uma garota super dedicada ao estudo e ao trabalho voluntário. Além das coisas que apronta, Kuzco é muito julgado pelo seu jeito metido de ser, mas, no fim, ele sempre aprende uma lição.